# Molgolaimus lazonus
Molgolaimus lazonus is een rondwormensoort uit de familie van de Desmodoridae. De wetenschappelijke naam van de soort is voor het eerst geldig gepubliceerd in 1971 door Vitiello & Boucher.